# 高知県中学校一覧
| 総数                            | 100校・1分校     |
| 国立                            | 1校              |
| 公立                            | 92校・1分校      |
| 私立                            | 7校              |
| 教育委員会所在地                | 〒780-0850       |
| 高知県高知市丸ノ内一丁目7番52号 |                  |
| 公式サイト                      | 高知県教育委員会 |

高知県中学校一覧（こうちけんちゅうがっこういちらん）は、高知県の中学校および義務教育学校（後期課程）の一覧。

## 国立中学校
- 高知大学教育学部附属中学校

## 公立中学校・義務教育学校

### 高知市

#### 県立
- 高知県立高知国際中学校
  - 高知県立高知国際中学校夜間学級

#### 市立
- 高知市立城北中学校
- 高知市立城西中学校
- 高知市立愛宕中学校
- 高知市立城東中学校
- 高知市立潮江中学校
- 高知市立一宮中学校
- 高知市立青柳中学校
- 高知市立朝倉中学校
- 高知市立三里中学校
- 高知市立南海中学校
- 高知市立西部中学校
- 高知市立大津中学校
- 高知市立介良中学校
- 高知市立旭中学校
- 高知市立横浜中学校
- 高知市立鏡中学校
- 高知市立春野中学校
- 高知市立義務教育学校行川学園
- 高知市立義務教育学校土佐山学舎

### 室戸市
- 室戸市立吉良川中学校
- 室戸市立佐喜浜中学校
- 室戸市立羽根中学校
- 室戸市立室戸中学校

### 安芸市

#### 県立
- 高知県立安芸中学校

#### 市立
- 安芸市立安芸中学校

### 南国市
- 南国市立香長中学校
- 南国市立香南中学校
- 南国市立鳶ヶ池中学校
- 南国市立北陵中学校
  - 南国市立北陵中学校希望ヶ丘分校

### 土佐市
- 土佐市立高岡中学校
- 土佐市立土佐南中学校
- 土佐市立戸波中学校

### 須崎市
- 須崎市立朝ヶ丘中学校
- 須崎市立浦ノ内中学校
- 須崎市立上分中学校
- 須崎市立須崎中学校
- 須崎市立南中学校

### 宿毛市
- 宿毛市立沖の島中学校
- 宿毛市立片島中学校
- 宿毛市立小筑紫中学校
- 宿毛市立宿毛中学校
- 宿毛市立東中学校

### 土佐清水市
- 土佐清水市立清水中学校

### 四万十市

#### 県立
- 高知県立中村中学校

#### 市立
- 四万十市立中村中学校
- 四万十市立中村西中学校
- 四万十市立西土佐中学校

### 香南市
- 香南市立赤岡中学校
- 香南市立香我美中学校
- 香南市立野市中学校
- 香南市立夜須中学校

### 香美市
- 香美市立鏡野中学校
- 香美市立香北中学校
- 香美市立大栃中学校

### 安芸郡
- 東洋町立甲浦中学校
- 東洋町立野根中学校
- 奈半利町立奈半利中学校
- 田野町立田野中学校
- 安田町立安田中学校
- 北川村立北川中学校
- 馬路村立馬路中学校
- 馬路村立魚梁瀬小中学校
- 芸西村立芸西中学校

### 長岡郡
- 大豊町立大豊学園
- 本山町立嶺北中学校

### 土佐郡
- 土佐町立土佐町中学校
- 大川村立大川小中学校

### 吾川郡
- いの町立伊野中学校
- いの町立神谷中学校
- いの町立伊野南中学校
- いの町立吾北中学校
- いの町立本川中学校
- 仁淀川町立池川中学校
- 仁淀川町立仁淀中学校

### 高岡郡

#### 組合立
- 日高村佐川町学校組合立加茂中学校

#### 町村立
- 四万十町立窪川中学校
- 四万十町立北ノ川中学校
- 四万十町立大正中学校
- 四万十町立十川中学校
- 中土佐町立久礼中学校
- 中土佐町立大野見中学校
- 佐川町立佐川中学校
- 佐川町立尾川小中学校
- 越知町立越知中学校
- 檮原町立梼原小中学校
- 津野町立東津野中学校
- 津野町立葉山中学校
- 日高村立日高中学校

### 幡多郡
- 大月町立大月中学校
- 三原村立三原中学校
- 黒潮町立佐賀中学校
- 黒潮町立大方中学校

## 私立中学校

### 高知市
- 高知中学校
- 高知学芸中学校
- 土佐中学校
- 土佐塾中学校
- 土佐女子中学校

### 南国市
- 清和女子中学校

### 土佐市
- 明徳義塾中学校（竜国際キャンパス）

### 須崎市
- 明徳義塾中学校（本校堂ノ浦キャンパス）